# Гулзар (кинорежиссёр)
Сампуран Сингх Калра (англ. Sampooran Singh Kalra; род. 18 августа 1936 года, Дина, Джелам, Британская Индия), наиболее известен под псевдонимом Гулзар (англ. Gulzar, так же переводят как Гульзар) — индийский кинорежиссёр, сценарист и поэт. Является лауреатом множества наград, среди которых «Оскар» и «Грэмми».

## Биография
Гулзар родился в семье сикхов Макхана Сингха Калры и Суджан Каур в деревне Дина Британской Индии (ныне город на территории Пакистана). После раздела Индии его семья переехала в Амритсар. Первое время после начала самостоятельной жизни в Бомбее Гулзар работал механиком в гараже. Так как его отец был против увлечения сына написанием стихов, считая, что этим нельзя заработать на жизнь, начинающий поэт взял себе псевдоним Гулзар.
15 мая 1973 года Гулзар женился на актрисе Ракхи. 13 декабря 1973 года у них родилась дочь Мегна. Через год после этого супруги разъехались, и Мегна осталась жить с отцом. Сейчас дочь Гулзара занимается режиссурой, а также является автором биографии своего отца Because he is.

## Карьера
Гулзар начал свою карьеру в киноиндустрии, написав текст песни Mora Gora Ang Layle для фильма «Заключённая» режиссёра Бимала Роя. Он также пробовал себя в написании диалогов и сценариев к фильмам и режиссуре. Его режиссёрским дебютом стал фильм «Ищу тебя» (1971) с Миной Кумари, Винодом Кханна и Шатругханом Синха в главных ролях. В следующем году вышли его фильмы «Гувернёр» («Знакомство») и «Преодоление».
Вышедший на экраны в 1975 году фильм «Путешествие в прошлое» («Погода») принёс ему первую награду за лучшую режиссуру, а также Filmfare Award за лучший фильм в 1977 и Национальную кинопремию как второй лучший художественный фильм в 1976 году.

## Награды
Гулзар обладатель пяти национальных кинопремий и 20 статуэток Filmfare Awards в различных номинациях (из них 11 за лучшие слова к песне для фильма). В 2004 году был награждён третьей по величине гражданской наградой Индии Падма Бхушан. В 2009 году он стал лауреатом премии «Оскар» за лучшую песню к фильму «Миллионер из трущоб». За эту же песню в 2010 году он был удостоен премии «Грэмми».
3 мая 2014 года был награждён премией имени Дадасахеба Фальке.